# کارلا سیمون
کارلا سیمون (اسپانیایی: Carla Simón‎؛ زادهٔ ۲۲ دسامبر ۱۹۸۶) کارگردان فیلم، و فیلم‌نامه‌نویس اهل اسپانیا است. او برای فیلم آلکاراس در هفتاد و دومین جشنواره بین‌المللی فیلم برلین برنده جایزه خرس طلایی شد.
نخستین فیلم او تابستان ۱۹۹۳، نمایندهٔ کشور اسپانیا برای رقابت در نودمین دوره جوایز اسکار بود.